# フランシスコ・タレガ
フランシスコ・デ・アシス・タレガ・イ・エイクシア（慣用的にタルレガ、またはアクセント記号を重視してターレガとも。Francisco de Asís Tárrega y Eixea , 1852年11月21日 - 1909年12月15日）はスペインの作曲家。スペインのギター奏者。

## 略歴
カステリョン県ヴィラ＝レアル出身。幼い頃に用水路に落ちて危うく失明しかけた。おそらくはこのため（目が不自由でも音楽で生計が立つだろうという父親の考え）に、家族に連れられカステリョン・デ・ラ・プラナに移り、音楽学校に進んだ。最初の音楽教師エウゲニ・ルイスとマヌエル・ゴンサレスはいずれも盲人であった。1862年にギター奏者のフリアン・アルカスに神童と認められ、その奨めによりスペイン楽壇の中心地バルセロナを訪れる。父親は伴奏楽器の色合いが強かったギターだけでなく、ピアノの勉強もすることを望んだ。アルカスが海外ツアーでいなくなり、10歳ばかりのタレガはカフェやレストランでギター演奏をすることで研鑽を積んでいた。しかしながら、それが見つかり間もなく父親によって連れ戻された。1865年に家出し、バレンシアでロマの一団に加わるが、再び父親に見つかり連れ戻される。もう一度家出しバレンシアに行くが、今度は自発的に戻り、家計を助けるようになった。
1874年にマドリッド音楽院に進学。豪商アントニオ・カネサの援助のもとに、作曲をエミリオ・アリエータに師事。1870年代末までにギター教師として立ち（門人にミゲル・リョベートとエミリオ・プジョルがいる）、定期的な演奏会も行なった。ギターのヴィルトゥオーソとして鳴らし、「ギターのサラサーテ」の異名をとった。バルセロナに定住して1909年に逝去。

## 作品と作風
タレガは、20世紀のクラシックギターを基礎付け、独奏楽器としてのギターに対して関心が増して行くきっかけを作った人物と見做されている。大ギタリストのアンドレス・セゴビアは、技巧がかったタレガ作品のほとんどを取り上げ、クラシック・ギターをヨーロッパ中のコンサートホールに送り込むのに多くのタレガ作品を利用した。
タレガは《アルハンブラの思い出 Recuerdos de la Alhambra》《アラビア風奇想曲 Capricho Árabe》《ムーア人の踊り Danza Mora》などの自作のギター曲のほか、ベートーヴェンやメンデルスゾーン、ショパンらのピアノ曲をギター用に編曲した。友人のアルベニスのような同時代のスペイン人作曲家と同じく、当時の支配的なロマン派音楽の風潮にスペインの民族音楽の要素を取り込んだ。アルベニスのいくつかのピアノ曲（《アストゥリアス（伝説）》など）をギター用に編曲したものは有名。近年は、ベートーヴェンの交響曲や室内楽、ワーグナーの序曲などを部分的に編曲したものが評判になった。
タレガは、有名な旋律の数多い作曲家でもあり、その作品はしばしば広告放送や映画音楽などにも利用されている。上記の作品のほかに、《涙 Lagrima》や《夢》、それぞれ女性名がつけられている《2つのマズルカ》、打楽器的な効果も飛び出す《グラン・ホタ》など。タレガはヴィルトゥオーゾではあったが、作曲家として心酔したショパンに似て、作品においては詩的情緒と超絶技巧の融和を何よりも追究している。タレガと同時代の著名なギター奏者で作曲家のアンヘロ・ヒラルディーノは、タレガの《9つの前奏曲 9 Preludios》について、「凝縮されたかたちで表現された、タレガの最も深みのある楽想」と呼んでいる。

## 主な作品
- アルハンブラの思い出 Recuerdos de la Alhambra
- アラビア風奇想曲 Capricho árabe
- グラン・ホタ Gran Jota
- ラグリマ（涙）Lagrima
- 夢 イ長調
  - マズルカ《夢》というハ長調の曲もある。
- ヴェニスの謝肉祭による変奏曲

## 書籍・伝記
- Francisco Tárrega Biografia official by Adrian Rius, published by Ayuntameniento de Vila-Real, ISBN 84-88331-82-7
- Francisco Tárrega, Werden und Wirkung by Wolf Moser, published by Edition Saint-George.

### 音源
- 村治佳織 アルハンブラの思い出
- Sueño - Francisco Tarrega（夢）
- Tarrega: "Adelita"（アデリータ）
- Tarrega: "Lagrima"（涙）
- F. Tarrega "Marieta"（マリエータ）
- Francisco Tarrega: Jota, played by Michael Erni - guitar（ラ・グラン・ホタ）